# MC Ren
Lorenzo Jerald Patterson (Compton, California; 16 de junio de 1969), más conocido como MC Ren, es un rapero y productor estadounidense.

## Biografía
Nació y creció en Compton, y tras finalizar su último año en el instituto Domínguez de Compton, durante esos años era un miembro no activo de los Kelly Park Compton Crips junto a Eazy-E, formó parte del grupo de gangsta rap N.W.A.. Contribuyó contundentemente en el álbum Straight Outta Compton (1989), y se convirtió en un miembro mucho más valioso tras la marcha de Ice Cube del grupo en 1989.
N.W.A. se convirtió en el primer grupo de gangsta rap en conseguir éxito comercial. Sin embargo, como el álbum Efil4zaggin fue número 1 en las listas de Billboard en 1991, el conflicto financiero entre Dr. Dre y Ruthless Records condujo a la disolución del grupo. MC Ren posteriormente grabaría su álbum debut con la ayuda de Eazy-E en 1992, titulado Kizz My Black Azz. Sorprendentemente, con poca promoción comercial, el disco fue platino. Su siguiente álbum, Life Sentence, fue desechado y Ren se convirtió a la Nación del Islam orientado por DJ Train, su DJ. En 1993 lanzó el álbum Shock of the Hour.
Llegarían tiempos difíciles para Ren tras la muerte de DJ Train poco antes del lanzamiento del disco The Villain in Black en 1996. Antes de abandonar Ruthless Records, Ren grabó Ruthless For Life en 1998, demostrando una digna reaparición. Apareció en el tema "Some L.A. Niggaz" del álbum 2001 de Dr. Dre, aunque solo habló en la intro y en realidad no llegó a rapear en la canción. En donde si canto fue en la canción "Hello" junto con Ice Cube y Dr Dre.
En esta época, Ren pasó desapercibido en la escena, aunque apareciendo en canciones de artistas como Ice Cube, Kurupt, Snoop Dogg, Paris y Cypress Hill entre otros. También se dejó ver en el álbum de 2006 de Public Enemy, titulado Rebirth of a Nation.
En 2009, MC Ren finaliza su quinto álbum de estudio titulado Renincarnated, que fue lanzado bajo su propio sello discográfico Villain Entertainment el día 31 de octubre de 2009.

## Discografía
- Kizz My Black Azz (1992) [Ruthless]
- Shock of the Hour (1993) [Ruthless]
- The Villain in Black (1996) [Ruthless]
- Ruthless for Life (1998) [Ruthless]
- Lost In The Game - BSO (2004) [Villain Entertainment]
- Renincarnated (2009) [Villain Entertainment]